# Суппілуліума I
Суппілуліума І (mŠu-up-pi-lu-li-um[-aš]) (близько 1380–1334 до н. е.) — був царем хеттів (близько 1344 — 1322 до н. е.). Син Тудхалії III. Він прославився як великий воїн і державний діяч, успішно конкурував з домінуючою тоді Єгипетською імперією за контроль над землями між Середземним морем та Євфратом.

## Перша мітаннійська війна
Важливою подією правління Суппілуліуми була війна хеттів з Мітанні. Мабуть, заколот і вбивство мітаннійського царя Арташшумари було результатом переговорів між Суппілуліумою і претендентом на престол Мітанні Артадамою II. Однак до влади в Мітанні прийшов брат убитого царя, юний Тушратта. І хоча в оточенні Тушратти було чимало прихильників зближення з Хеттським царством (зокрема, вельможа Тухі), проте мир так і не був укладений. Надалі Тухі був страчений і Тушратта відновив союз з Єгиптом. Суппілуліума зрозумів, що сил для боротьби з Мітанні у нього поки що замало.

## Підпорядкування Хайаси

Хеттська держава часів Суппілуліуми I (позначено зеленою лінією)

Літописи Суппілуліуми, складені за його онука Хаттусілі III, розповідають, що Суппілуліума перші 20 років свого правління займався відновленням і зміцненням своєї країни. Так йому вдалося підкорити повсталі ще проти його батька міста-держави Курталісса, Араванна, Зазса (Заззіса), Каласма, Тімна (Тімміна), Халіва, Карна, Турмітта, Алхан, Хурма, Харана, Тегарама, Тебурзія, Хазга, Армадана. Розвиток подальших подій почався із зіткнення хеттів з Ішувою. Приводом для цього послужило та обставина, що в Ішуву перебігли насильно переселені на хеттську територію полонені жителі захоплених областей.
1. 1 2  https://www.collinsdictionary.com/dictionary/english/suppiluliumas-i?showCookiePolicy=true